# Захаров, Андрей Александрович
Андре́й Алекса́ндрович Заха́ров (р. 1961) — советский и российский философ

 и политический деятель. Кандидат философских наук, доцент.

## Образование
В 1983 году окончил философский факультет МГУ имени М. В. Ломоносова.
В 1986 году окончил очную аспирантуру философского факультета МГУ имени М. В. Ломоносова.
В 1994 году окончил Академию народного хозяйства при Правительстве России.
В 1986 году диссертацию на соискание учёной степени кандидата философских наук по теме «Общие тенденции политизации католицизма в 80-е годы».

## Научная и педагогическая деятельность
В 1986—1991 — преподаватель, старший преподаватель кафедры философии и научного коммунизма Благовещенского политехнического института.
В 1996—2005 — первый вице-президент Фонда развития парламентаризма в России.
C 2005 — заместитель директора Московской школы политических исследований.
C 2006 — один из редакторов журнала «Неприкосновенный запас».
Автор многочисленных публикаций по теории и практике зарубежного и российского парламентаризма, истории общественно-политической мысли, проблемам местного самоуправления и федерализма.
В настоящий момент работает доцентом на кафедре культуры мира и демократии на факультете востоковедения и социально-коммуникативных наук (бывший ФИПП) Историко-архивного института, Российского государственного гуманитарного университета. Читает дисциплины:
- Современный федерализм
- Международные интеграционные процессы и международные организации
- Международные интеграционные процессы в туризме
- Основы толерантности
- Современная Российская политика

## Политическая деятельность
В 1990—1993 — народный депутат России (избран от Амурской области), был членом фракции «Согласие ради прогресса», участвовал в работе парламентской группы «Сотрудничество».
В сентябре 1991 был назначен представителем Президента РФ в Амурской области, в ноябре 1992 был освобожден от этой должности в связи с избранием членом Верховного Совета РФ;
В 1992—1993 — член Совета Национальностей Верховного Совета РФ, был членом Комиссии Совета Национальностей по национально-государственному устройству и межнациональным отношениям.
В декабре 1993 был избран депутатом Государственной думы по Благовещенскому избирательному округу № 59 (Амурская область), был членом Комитета Государственной думы по делам СНГ и связям с соотечественниками. В декабре 1995 баллотировался кандидатом в депутаты Государственной думы по Благовещенскому избирательному округу № 58, избран не был.

## Труды
Книги
- E Pluribus Unum. Очерки современного федерализма. М.: Московская школа политических исследований, 2003.
- Sum ergo cogito. Политический мини-лексикон. М., 2006. (в соавторстве с Ириной Бусыгиной).
- Унитарная федерация. Пять этюдов о российском федерализме. М., 2008.
- "Спящий институт". Федерализм в современной России и в мире. М., 2012.
- Здравый смысл. Очерки политической философии Нового и Старого времени. М., 2018.
- Federalism in the Middle East: State Reconstruction Projects and the Arab Spring. Cham, Switzerland, 2021. (в соавторстве с Леонидом Исаевым).

Некоторые статьи
- К проблеме совершенствования российской Конституции 1993 года / Пробелы в российской Конституции и возможности её совершенствования. — М.: Московский общественный научный фонд, 1998.
- Федеральное Собрание второго созыва. Формирование, процесс работы и основные результаты/ Парламентаризм в России. Федеральное Собрание в 1996—1999 годах. — М.: Фонд развития парламентаризма в России, 2000. (в соавт. с А.Капишиным).
- «Исполнительный федерализм» в современной России/ Полис (Политические исследования). — 2001 — № 4.
- Государственная Дума и президентство Владимира Путина/ Общая тетрадь. Вестник Московской школы политических исследований. — 2002 — № 1 (20). (в соавт. с А.Капишиным).
- Захаров А.А. Унитарная федерация: пять этюдов о российском федерализме. М.: Московская школа политических исследований, 2008.[1]
- Захаров А.А. Общественно-политический лексикон. М.: МГИМО – Университет, 2009 (В соавторстве с Ириной Бусыгиной).[1]
- Захаров А.А. «Спящий институт»: федерализм в современной России и в мире. М.: Новое литературное обозрение, 2012.[1]
- Захаров А.А. Здравый смысл: очерки политической философии Нового и Старого времени. М.: Школа гражданского просвещения, 2018.[1]
- КОРОЛЕВСТВО МАРОККО, БЮРОКРАТИЗАЦИЯ ИСЛАМА И НОВАЯ "АРАБСКАЯ ВЕСНА"Захаров А.А., Исаев Л.М. Неприкосновенный запас. Дебаты о политике и культуре. 2021. № 2 (136). С. 195-220.[2]
- РЕЦЕНЗИЯ НА КНИГУ LIBYA'S FRAGMENTATION: STRUCTURE AND PROCESS IN VIOLENT CONFLICT / WOLFRAM LACHER. - LONDON : I. B. TAURIS, 2020. – XII, 304 P Захаров А.А.Неприкосновенный запас. Дебаты о политике и культуре. 2021. № 2 (136). С. 296-300.[3]
- ИСПАНСКАЯ ГРУСТЬ: ГОЛУБАЯ ДИВИЗИЯ И ПОХОД В РОССИЮ, 1941–1942 ГГ. : ВОСПОМИНАНИЯ В. И. КОВАЛЕВСКОГО / ПОД РЕД. ОЛЕГА БЭЙДЫ, ШОСЕ НУНЬЕСА СЕЙШАСА. - МОСКВА; САНКТ-ПЕТЕРБУРГ : НЕСТОР-ИСТОРИЯ, 2021. – 208 С Захаров А.А. Неприкосновенный запас. Дебаты о политике и культуре. 2021. № 3 (137). С. 274-278.[2]

Является автором более 100 научных работ с общим индексом хирша 10.